# Résidence présidentielle (Erevan)

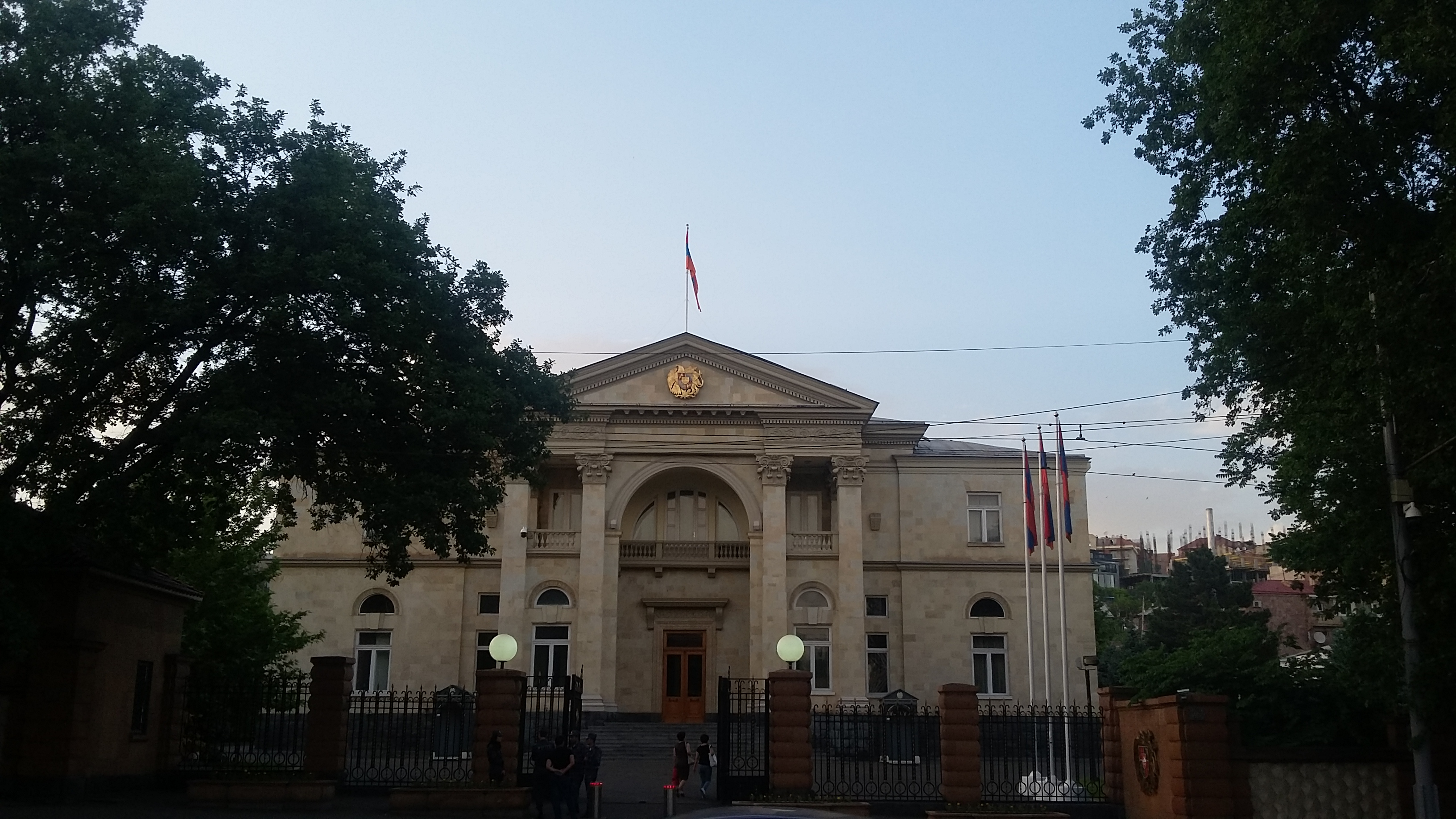
La résidence présidentielle, avenue du Maréchal Baghramyan (2019).

La résidence du président de l'Arménie (arménien : Hayastani Hanrapetut'yun Nakhagahi Nstavayr) est située au 26/1 Avenue Baghramyan à Erevan.

## Histoire
Le bâtiment, conçu par Mark Grigorian pour abriter le Conseil des ministres de la République socialiste soviétique d'Arménie, est achevé en 1951.
Du 11 novembre 1991 au 9 avril 2018, il a servi de résidence au président de l'Arménie. L'Arménie devient officiellement une république parlementaire, et le bâtiment est fait résidence officielle du Premier ministre.
La résidence du président a été transférée sur l'avenue Mashtots. Le 8 novembre 2018, le gouvernement arménien a approuvé une initiative visant à déplacer la résidence du Premier ministre vers le Bâtiment gouvernemental 1 et à réaffecter le bâtiment situé au 26 de l'avenue Baghramyan comme nouvelle résidence du président.

## Accès public
Depuis 2018, la garde d'honneur du ministère de la Défense d'Arménie assure la garde à la résidence. Les portes de la résidence sont généralement ouvertes aux visiteurs le week-end et pendant quelques heures en semaine.

## Intérieur
Sections du palais de l'avenue Baghramyan 26/1 telles qu'elles étaient utilisées avant la réaffectation du bâtiment au président :
- Le hall d'entrée, qui relie les parties anciennes et nouvelles du bâtiment, contient des armoires où sont exposés les souvenirs offerts au dirigeant arménien lors de la visite de dignitaires étrangers.
- La Chambre Verte est une salle de réunion où le Président de l'Arménie rencontre les hauts responsables de son pays, les ministres des Affaires étrangères, les présidents du Parlement et les ambassadeurs étrangers.
- La Chambre circulaire est le lieu où les ambassadeurs en Arménie sont accrédités par le Président.
- La Chambre dorée est le lieu où le président arménien rencontre les chefs d'État étrangers.
- La Grande Salle est utilisée par le Président de l'Arménie pour organiser des réceptions officielles, des dîners officiels, des cérémonies de remise de prix et des conférences de presse.
- La Petite Salle est utilisée pour les réunions avec des dignitaires étrangers de haut niveau.
- La salle bleue est utilisée pour les réunions présidées par le Président. Des conférences de presse conjointes sont également organisées ici lorsque le président arménien reçoit un invité étranger.
- La salle de réunion est utilisée par le Président pour les négociations menées dans le cadre des visites de dignitaires étrangers.
- La Salle de la Cheminée et la Salle Blanche sont utilisées pour les réunions.
- La salle de conférence du nouveau bâtiment.
- La salle de réunion du nouveau bâtiment.
- La petite salle de conférence du nouveau bâtiment.
- Le bureau du président.

À côté du bâtiment d'origine se trouve une partie plus récente du palais. Il contient une salle de conférence, une salle de réunion et le bureau du président.